# Mercedes-Benz Stadium
Mercedes-Benz Stadium je sportovní stadion v Atlantě v Georgii. Slouží jako náhrada za Georgia Dome, byl otevřen v srpnu 2017 a domácí zápasy na něm hrají týmy Atlanta Falcons (NFL) a Atlanta United FC (MLS).

## Historie
V květnu 2010 bylo oznámeno, že tým NFL Falcons měli zájem nahradit svůj domovský stadion Georgia Dome nově vybudovaným stadionem, který by mj. mohl hostit finále Super Bowlu a mohl hostit fotbalové Mistrovství světa. V prosinci 2012 byly hotovy plány na nový stadion, ještě nebylo plně rozhodnuto umístění stadionu, spekulovalo se o jeho umístění v těsné blízkosti Georgia Dome. V lednu 2013 starosta Atlanty Kasim Reed uvedl, že nově postavený stadion by mohl sloužit i pro vznik nového týmu Major League Soccer. V březnu 2013 se Falcons shodli se zástupci Atlanty na vybudování nového stadionu a v květnu 2013 NFL schválilo půjčku ve výši 200 milionů dolarů.
Dokončení stadionu bylo pro náročnost speciální roztažitelné střechy několikrát posunuto, původní datum 1. března 2017 bylo posunuto nejdříve na 1. červen, poté na 30. červen a na konec na 26. srpen 2017, kvůli čemuž musela být posunuta některá domácí utkání United na Bobby Dodd Stadium a další utkání byla přeložena. Stadion byl slavnostně otevřen 26. srpna 2017 přátelským utkáním v americkém fotbale mezi Falcons a Cardinals. United si na stadionu odbyli premiéru 10. září 2017 proti Dallasu.

## Události

### Super Bowl
V únoru 2019 se na stadionu odehrálo finále Super Bowlu LIII mezi New England Patriots a Los Angeles Rams, kde Patriots vyhráli 13:3 a získali šestý titul.

### Mistrovství světa ve fotbale
Mercedes-Ben Stadium bude jedním z hostitelských stadionů Mistrovství světa ve fotbale 2026, které bude hostit Mexiko, Kanada a Spojené státy americké.